# Harald Bjerg Emborg
Harald Bjerg Emborg (1920 – 1982) var en dansk organist, musiklærer og komponist. Nevø til komponisten Jens Laursøn Emborg. Han tog lærereksamen 1942, organisteksamen 1951 og musikpædagogisk eksamen 1953. Han komponerede især kor- og lejlighedsmusik (kantater mv.), ligesom han udgav en del musikpædagogisk litteratur. En overgang omkring 1968 var han med i redaktionskomiteen for Dansk Musiktidsskrift sammen med Mogens Andersen, Jens Brincker, Gregers Dirckinck-Holmfeld, Henrik Glahn, Mogens Winkel Holm og Jan Maegaard. Harald Bjerg Emborg har også været næstformand for Musikpædagogisk Forening.

## Musik
- Samlinger til korsang
- Syng rigtigt efter noder
- Spil rigtigt uden noder
- Håndbog i skolemusikalsk arbejde. Musica-skolerne
- Korsang i Danmark ; II Redaktør sammen med Finn Høffding

Han var i 1966 involveret i opførelsen af Per Nørgaards værk "Babel"